# Asuntos privados en lugares públicos
Asuntos privados en lugares públicos (título original en francés Coeurs; también titulada Pasiones privadas en lugares públicos en México y Rep. Dominicana, y Corazones en Argentina) es una película francesa de 2006, dirigida por Alain Resnais y protagonizada por André Dussollier, Isabelle Carré, Sabine Azéma, Pierre Arditi, Lambert Wilson, Laura Morante.
Basada en una obra del dramaturgo Alan Ayckbourn, Asuntos privados en lugares públicos es un drama romántico que sigue la vida de seis personajes en su particular combate contra la soledad. El octogenario Alain Resnais, se llevó el León de Plata al mejor director en el Festival de Venecia 2006 por esta película. Resnais es un clásico del cine del país galo, realizador, entre otros, de los filmes Smoking/No Smoking y On connaît la chanson. Además de retratar la psicología sentimental de los personajes, Resnais disecciona la cultura y costumbres de un barrio parisino contemporáneo.

## Reparto
En un reparto muy coral, destacan la italiana Laura Morante (La habitación del hijo, El imperio de los lobos) y el francés Lambert Wilson, (junto a Demi Moore protagonizó Un plan brillante. Les acompañan Pierre Arditi, que repite a las órdenes de Resnais tras Smoking/No Smoking e Isabelle Carré (La pequeña Lola). La última de las parejas está compuesta por dos grandes de la escena francesa, André Dussollier (Amelie) y Sabine Azéma (Pintar o hacer el amor).
- André Dussollier - Thierry
- Isabelle Carré - Gaëlle
- Sabine Azéma - Charlotte
- Pierre Arditi - Lionel
- Lambert Wilson - Dan
- Laura Morante - Nicole

## Sinopsis
En el París contemporáneo, seis personas se encuentran en su intento por hallar un camino en la vida. Dan se ha refugiado en el alcohol desde que fue apartado del ejército, pero su novia, Nicole, no sabe cómo ayudarle y menos ahora, que siente que su relación se acaba. Gaelle busca desesperadamente el amor, mientras comprueba cómo su hermano es utilizado por una perversa dama llamada Charlotte. Junto a ellos, Lionel se debate entre el cuidado de su padre y su particular lucha contra la soledad.